# Атака легкої бригади (вірш)

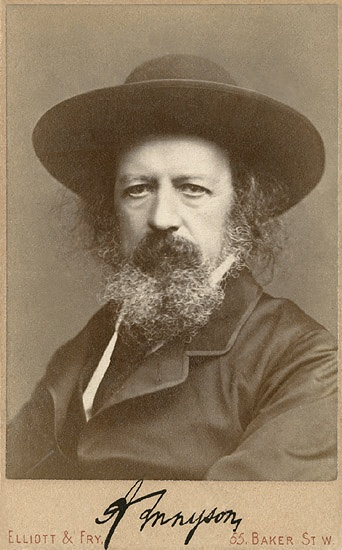
Альфред Теннісон

«Атака легкої бригади» (The Charge of the Light Brigade) — вірш, написаний Альфредом Теннісоном у 1854 році. Присвячений атаці британської Легкої кіннотної бригади під Балаклавою під час розв'язаної Росією Східної (Кримської) війни. Шість сотень кавалеристів, виконуючи сумнівний наказ, атакували сильно захищені позиції росіян, хоча знали, що у них мало шансів вижити.

## Опис подій, відображених у вірші

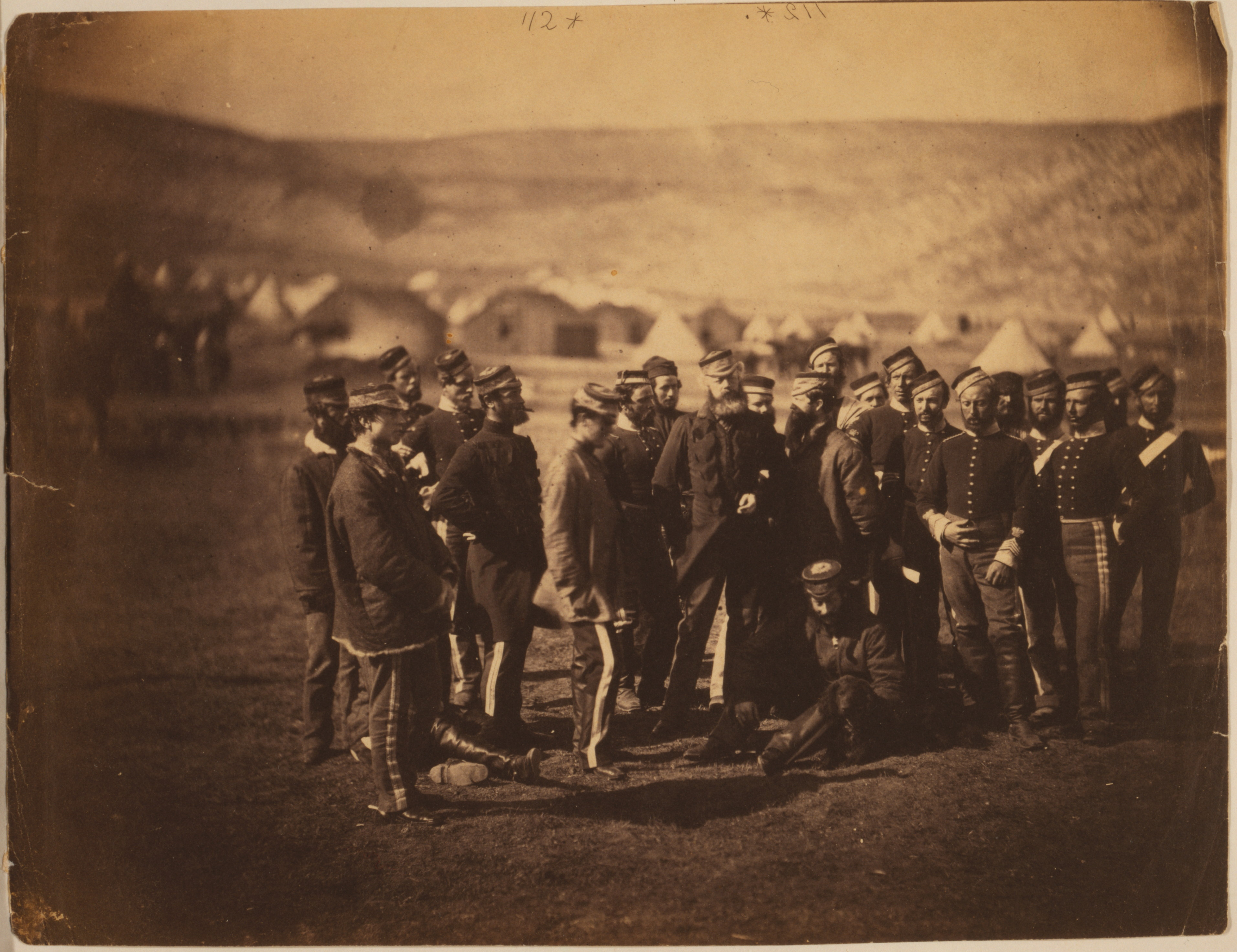
Офіцери й рядові 13-го Легкого драгунського полку, котрі залишилися в живих
Фотографія Р. Фентона, 1855 р.

13 (25) жовтня 1854 року відбулася Балаклавська битва — одна з небагатьох польових битв Кримської війни, яка стала для російських військ відносно вдалою. Шістнадцятитисячний російський загін під командуванням генерал-лейтенанта Павла Ліпранді близько п'ятої ранку, вибивши турецьких солдатів, зненацька захопив чотири редути на пагорбах біля Балаклави й потім намагався завадити сполученню англійської армії під Севастополем з морською базою британців у Балаклаві. Подальші події в науково-популярній літературі описані так:
Коли бій здавався вже закінченим, англійський головнокомандувач, лорд Раглан, побачив у підзорну трубу, як загін Ліпранді стягує із захоплених редутів гармати. Шкода… Однорукий Раглан (інвалідом він став ще під Ватерлоо) підкликав до себе генерал-квартирмейстера Ейрі й продиктував кілька рядків: «Лорд Раглан бажає, щоб кавалерія швидко пішла у фронтову атаку й спробувала перешкодити ворогові відвезти гармати. Загін кінної артилерії може супроводжувати. Французька кавалерія з лівого боку від вас. Негайно». Ейрі вручив папірець капітану Нолену, посильний скочив на коня і помчав до командувача кавалерією лорда Лукана. Той, почитавши наказ, запитав, чи розуміє Нолен, чого вимагають від кавалеристів: заглибившись у проміжок між редутами, розташованими у формі підкови, вершники опиняться під перехресним вогнем. Нолен не міг сказати нічого, крім того, що було у записці. Лукан передав письмовий наказ командиру драгунського полку лорду Кардігану, який зробив більш ніж слушне зауваження: «Дозвольте зазначити, що в росіян батарея на рівнині прямо перед нашим фронтом і з обох флангів батареї й стрільці з рушницями». Але наказ є наказ… До драгунського полку Кардигана була додана легка кавалерія — елітні частини британської армії, в яких служив цвіт англійської аристократії. Прозвучало «В атаку!», і 600 кавалеристів, оголивши шаблі, кинулися на 50 гармат. Побачивши це, російські вояки спочатку вирішили, що англійці п'яні. За двадцять хвилин було вбито або виведено з ладу дві третини атакувальників. Дивлячись на те, як ескадрони скачуть і скачуть назустріч смерті, французький генерал Боске вигукнув: «Це прекрасно, але так не воюють! Це безумство!» Ті, кому пощастило доскакати до ворога, відтіснили російських гусар і козаків. Проте ненадовго: отямившись після раптового натиску, росіяни перейшли в контратаку, і англійцям довелося відступити на вихідні позиції.Потім усю провину намагалися звалити на загиблого Нолена, який нібито усно не додав до письмового наказу «якщо можливо».
У книзі О. В. Кінглейка «Вторгнення в Крим» наводиться наступна версія:
Від Лукана вимагали, щоб він спробував «перешкодити ворогові відвезти гармати», але він зі свого місця не міг бачити, як були захоплені гамати. Коли Лукан запитав збудженого Нолена, той сказав, що треба негайно атакувати.— Атакувати що? Які гармати?— О Боже, там ваш ворог! — сказав Нолан з обуренням, невиразно махнувши рукою на схід. — Там гармати!Жест Нолана був неточним і вказував не на редути й захоплені британські гармати, а на російську батарею в кінці долини (принаймні так здалося Луканові і його штабним офіцерам)… Вражений зухвалістю Нолана, Лукан відмовився від подальшого обговорення.

### Пізніші аналогії
Деяку схожість з атакою легкої бригади мають атака польської кінноти на німецькі танки під Кроянтами (1939 р.) і кущевська атака козацьких частин Червоної армії (1942 р.).

## Переклади
| Оригінал: | Переклад Дмитра Бурби: | Переклад Володимира Тимчука: |
| | Атака легкої бригади | Атака кавалерії |
| Half a league, half a league, Half a league onward, All in the valley of Death, Rode the six hundred. 'Forward, the Light Brigade! Charge for the guns' he said: Into the valley of Death Rode the six hundred. 'Forward, the Light Brigade!' Was there a man dismay'd? Not tho' the soldiers knew Some one had blunder'd: Theirs not to make reply, Theirs not to reason why, Theirs but to do and die: Into the valley of Death Rode the six hundred. Cannon to right of them, Cannon to left of them, Cannon in front of them Volley'd and thunder'd; Storm'd at with shot and shell, Boldly they rode and well, Into the jaws of Death, Into the mouth of Hell Rode the six hundred. Flash'd all their sabres bare, Flash'd as they turned in air Sabring the gunners there, Charging an army while All the world wonder'd: Plunged in the battery-smoke Right thro' the line they broke; Cossack and Russian Reel'd from the sabre-stroke Shatter'd and sunder'd. Then they rode back, but not Not the six hundred. Cannon to right of them, Cannon to left of them, Cannon behind them Volley'd and thunder'd; Storm'd at with shot and shell, While horse and hero fell, They that had fought so well Came thro' the jaws of Death, Back from the mouth of Hell, All that was left of them, Left of six hundred. When can their glory fade? O the wild charge they made! All the world wonder'd. Honour the charge they made! Honour the Light Brigade, Noble six hundred! | Півліґи*, півліґи, лише половина… Шість сотень на конях летять без зупину. Наказ для кінноти: «Вперед, до гармат!» Крізь смерті долину, Вперед на висоти Шість сотень на конях летять. «Вперед» означає «під ядра і кулі». Виконують мовчки наказ — «Наказу дурнішого ми ще не чули, Але боягузів нема серед нас!» Ніхто не спитався: «Для чого? Навіщо?..» Легкої кінноти пекельна робота: Долиною смерті, де кулі лиш свищуть Летить у безсмертя бригада кінноти. Праворуч гармати, ліворуч гармати, Картеч сипле, кулі як град, Гармати по фронту — та їх не злякати, І скачуть хоробрі крізь чад У пекло саме, крізь диявола зуби, Крізь залпи та гуркіт гармат, У смерті пащеку, назустріч погубі, Шість сотень на конях летять. Оголена зблиснула шабля, Шаблі заблищали підняті. Російських гарматників греблю Прорвали шаблями завзяті! І вражений світ увесь бачить, Як вершники серед гармат У куриві пострілів скачуть. Козáки тікають! Немає завад: Розбиті, розсіяні там росіяни Відходять з гарматних висот, Тікають, шабельні отримавши рани! Та наших лишилось уже не шістсот… Праворуч гармати, ліворуч гармати, Хай ядра та кулі як град — Гармати позаду! Так, їх не злякати, Пройшли ці шість сотень крізь чад, Крізь пекло саме, крізь диявола зуби. Хоч коні й герої від куль та гармат У пащі пекельній спіткали погубу, Все ж решта змогли повернулась назад. Ніколи не стихне ота канонада, Не згасне атаки заграва кривава, Їм барди присвячувать будуть балади. Героям цим слава, навіки їм слава! Ніколи тепер не забуде народ Легкої бригади хоробрих шістсот. __________ * Ліґа (league) — старовинна міра довжини, приблизно 4,5 км. | За лавою лава, ще лава І командир попереду – Неслись у долину Смерти Шість сотень вершників. – Вперед, стрімка бригадо! – Напоготові кріс тримати! Неслись у долину Смерти Шість сотень вершників. – Вперед, стрімка бригадо! …Зайва для них розрада, Немає між ними солдата, Що в паніку міг би впасти, Вмовлянь не потрібно їм, Відмові не буде причин – Лише – зробити чи вмерти… Неслись у долину Смерти Шість сотень вершників. Правобіч від них – розриви, Лівобіч від них – розриви, І спереду теж розриви: Живе намагаються стерти; Штурм: стріли і ядра – довкола, Неслися завзято й хоробро Прямо у пазурі Смерти, Прямо до пащі Пекла, Неслися ці сотні вершників. У сонці шаблі сіяли, Для блиску – місця замало – Обслуги рубали шаблями В атаці… І духом уяву світа Вражали відважні та вперті: Кидками на ворожі позиції Крізь оборону пробиту (Тримали її казáки) – Повсюдно лежали забиті, Порубані впень москалі. …Назад повертались не всі Шість сотень вершників. Правобіч від них – розриви, Лівобіч від них – розриви, Гриміли й снаряди за ними, Живе намагаючись стерти; Штурм: стріли і ядра – довкола – Все падали коні й герої, Та були і ті, хто встóяв, Хто через горнило Смерти Вернулися з пазурів Пекла, Вернулись із бою живими Від сотень тих решта. Не зблідне героїв слава: Атака – шалена та вдала, Для світу всього – взірцева: В атаку – із доблестю лави. Із честю – кінна бригада Й шість сотень шляхетних. |
| | Переклад Євгена Котлубея: | Переклад В. Алмашина: |
| | Атака легкої бригади | Атака легкої кавалерії |
| | 1. Пів ліги праворуч, пів ліги ліворуч, Пів ліги попереду, В долині Смерті Скакали шість сотень. «Легка Бригада, вперед!» «В атаку на пушки!» - наказ: В долині Смерті Скакали шість сотень. 2. «Легка Бригада, вперед!» Полковник нажахан? Не знали солдати, що Хтось помилився: Від них зажадали, Підстав не назвали, Зробіть та помріть: Й в долину Смерті Скакали шість сотень. 3. Гармати праворуч, Гармати ліворуч, Гармати попереду них Б’ють залпами з громом; Скрізь бурю картечі, Хоробро й стрімко, В щелепи Смерті, В самісіньке Пекло Скакали шість сотень. 4. Блищали заголені шаблі, Крутились в повітрі, Рубили гарматників В славній атаці, поки Весь світ дивувався: Занурившись в дим, Праворуч прорвались. Розбиті козацькі й російські ряди Здригнулись в сталевому вихрі вони. Й ось відступають на поклик труби, Але не шість сотень. 5. Гармати праворуч, Гармати ліворуч, Гармати позаду, Б’ють залпами з громом; Й падають коні під шквалом картечі Й падають з сідел герої, Хоч бились хоробро. Вертаючись з пазурів Смерті, З пекельної пащі, Всі ті, хто вціліли у славній атаці, Але не шість сотень. 6. Чи згасне їх слава? Тих, хто в шалену атаку ходили, Та вразили світ! Той шана атаці, Той шана Бригаді, Шляхетним тим сотням навіки. | 1. Перша чота, перша чота, Перша чота, вперед. Шість сотень атакувало Долину, в якій Смерть. «Легка бригада, в атаку!» Час не чекає, вперед: Шість сотень атакувало Долину, в якій Смерть. 2. «Легка бригада, в атаку!» Чи був серед них, хто не встиг? Чи той, хто очі закрив, На те, що статися мало: Їм не положено знати Їм наказ – здолати Їм лише йти і вмирати: Долину, в якій Смерть Шість сотень атакувало. 3. Гармати праворуч, Гармати ліворуч, Гармати прямо на них Під вибухів спалах і грім; Під градом вогненної лави, Сміливо вони увірвались У проріз Смертельної брами, І пащу пекельного храму Шість сотень атакувало. 4. Шаблі дістали вони Сяють сталево клинки Удари направо, наліво, Ринули в бій сміливо Звитяга світ підкорила: Прямо на дим батарей І на багнети російські; Козаки і росіяни Під тим раптовим ударом Розсіялися хто куди. Потім вони відійшли, Чимало спочинок знайшли. 5. Гармати праворуч, Гармати ліворуч, Гармати прямо на них Під вибухів спалах і грім Під градом вогненної лави, Падав нації цвіт; І ось вже вони повертають З горнила Смертельної брами З пащі пекельного храму Всі, що лишились живі З тих сотень шести. 6. Чи слава померкне тих, Хто викликав смерть на бій? Тих, чиєю атакою Шокований був світ? Шаленством Легкої бригади, Звитягою молодих. |

## Історія вірша
Вірш був написаний Теннісоном 2 грудня 1854 року, а опублікований 9 грудня 1854-го в британській газеті «The Examiner». За словами онука поета, Чарльза Теннісона, його дядько написав поему за кілька хвилин після того, як прочитав повідомлення про битву в газеті «Таймс». На момент написання вірша Теннісон був поетом-лауреатом Великої Британії й часто писав вірші про значні події.

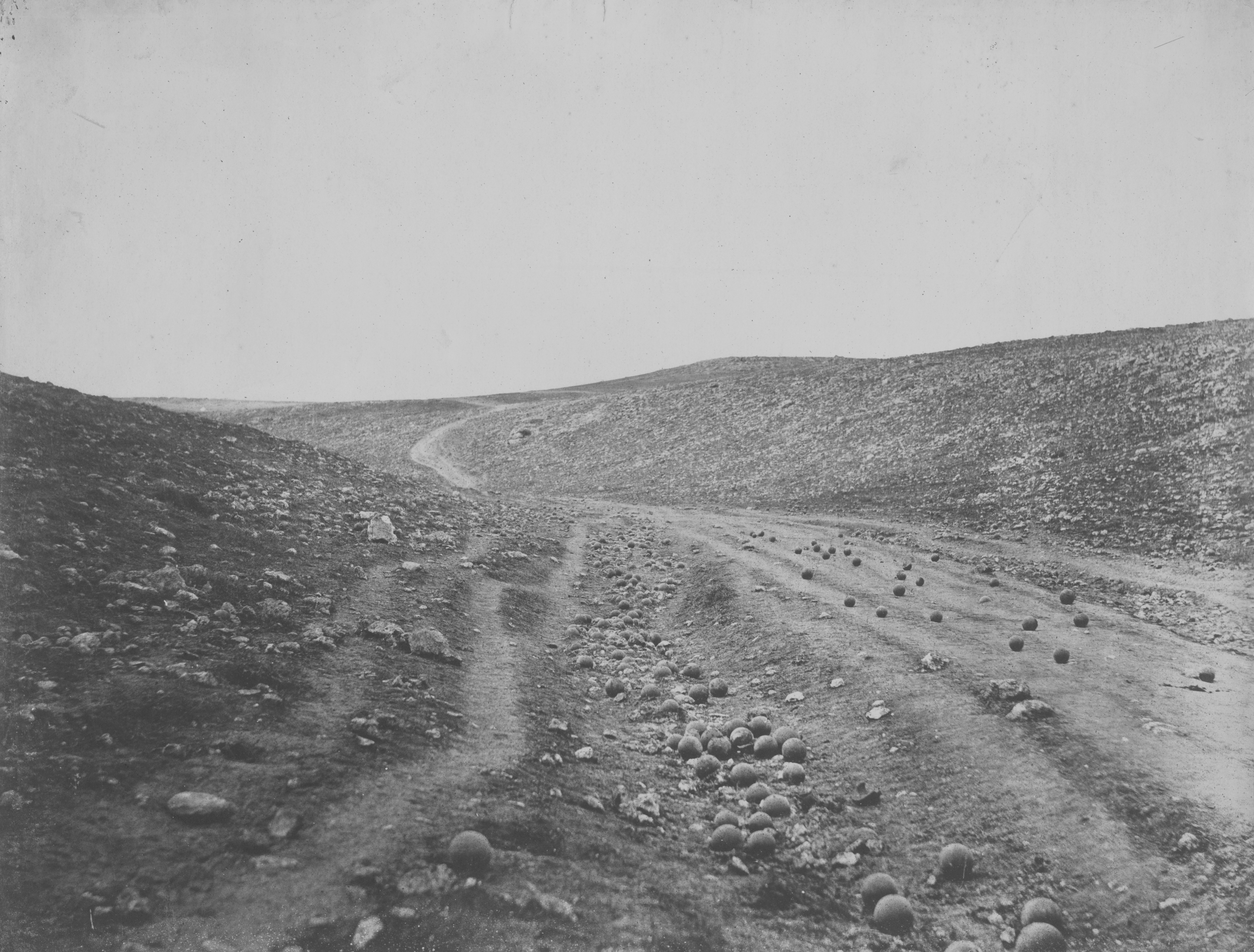
Долина тіні смертної
Фотографія Р. Фентона, 1855 р.

Вірш відразу ж став дуже популярним, навіть дійшов до британських військових у Крим, де за наказом леді Джейн Франклін був поширений у вигляді буклета.
У своєму вірші Теннісон оспівує подвиг британської легкої кіннотної бригади («Навіки їм слава! Ніколи тепер не забуде народ») і водночас сумує через те, що на війні героїчна смерть одних нерідко стає наслідком жахливого недбальства інших («Наказу дурнішого ми ще не чули»). Повтори та алітерації нагадують стукіт копит і артилерійську канонаду.
«Долина смерті» Теннісона є алюзією на біблійний вираз «долина тіні смертної» з 22-го Псалма, який часто читають на похоронах. Серед фотографій, зроблених у Криму під час Східної війни Роджером Фентоном, одна (на якій зафіксована дорога, всипана гарматними ядрами) має аналогічну назву.
У 1890 році Теннісон надиктував цей вірш на барабан фонографа. Запис зберігся.
Вірш досі входить до шкільної програми Великої Британії.

## У культурі

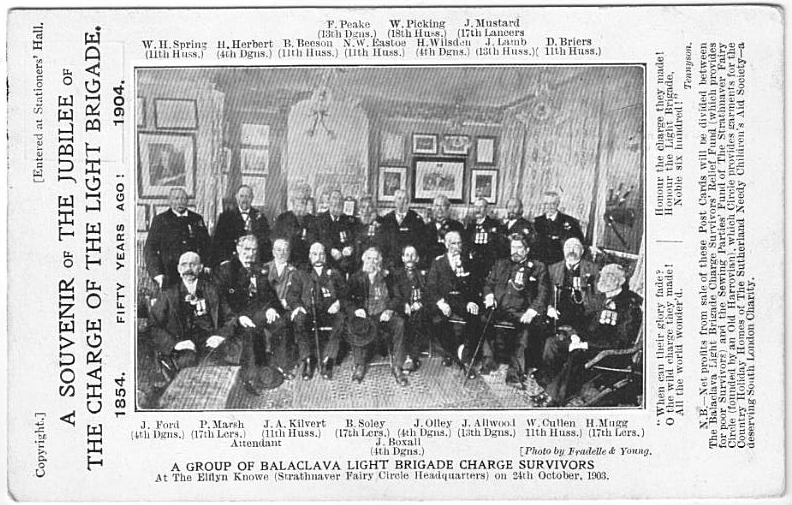
Ювілейне фото вояків Легкої бригади, котрі залишилися в живих. 1904 р.

У 1891 році Редьярд Кіплінг написав вірш «Останні з Легкої бригади», у якому на прикладі кавалеристів Легкої бригади описав труднощі, з котрими довелося стикатись у старості ветеранам Східної війни. Так він намагався присоромити британську громадськість і спонукати її до фінансової допомоги.
Різні рядки з вірша цитує пан Рамсей у новелі Вірджинії Вульф «До маяка».
Вірш надихнув гурт Iron Maiden на створення пісні «Кавалерист» (Trooper).
Алюзію на вірш містять слова пісні гурту The Beach Boys «Лови хвилю» (Surf's Up).
Рядком із вірша («Крізь смерті долину шість сотень на конях летять») закінчується графічний роман англійського письменника та ілюстратора Реймонда Бріггса «Коли віє вітер» (1982 р.) про початок ядерної війни.